# تپه آسیاباد (اسیرآباد)
تپه آسیاباد (اسیرآباد) مربوط به دوره ساسانیان است و در شهرستان ساوه، روستای سید اسحق واقع شده و این اثر در تاریخ ۱۴ مهر ۱۳۵۴ با شمارهٔ ثبت ۱۱۹۳ به‌عنوان یکی از آثار ملی ایران به ثبت رسیده‌است.